# 姜州 (嶺南道)
姜州，唐朝时设置的州。
武德五年（622年）置，治所在封山县（今广西壮族自治区灵山县南安金）。贞观十年（636年）废。